# Erica greyi
Erica greyi är en ljungväxtart som beskrevs av Guthrie och Bolus. Erica greyi ingår i släktet klockljungssläktet, och familjen ljungväxter. Inga underarter finns listade i Catalogue of Life.